# Jimmy Farkarlun
Bryant Jimmy Farkarlun (Monrovia, 14 luglio 2001) è un calciatore liberiano, attaccante dell'Austin FC e della nazionale liberiana.

## Carriera

### Club
Ha iniziato a giocare a calcio nel Monrovia C.B. e nell'Africa United per poi trasferirsi negli Stati Uniti nel 2020. Iscritto alla Houston Christian University, ha giocato nella selezione locale degli Houston Christian Huskies. Nel 2022 ha giocato anche in USL League Two con la maglia dello Houston FC. Nel 2023 ha cambiato università, iscrivendosi alla University of Texas Rio Grande Valley dove ha giocato con gli UTRGV Vaqueros.
Nel SuperDraft MLS del 2024 è stato selezionato dell'Austin FC, ed il 20 febbraio ha firmato un contratto con l'Austin FC II. Ha debuttato con la squadra riserve della franchigia statunitense il 29 marzo nell'incontro di MLS Next Pro vinto 1-0 contro lo Houston Dynamo 2 ed il 18 maggio ha segnato il suo primo gol nell'incontro vinto ai rigori contro lo Sporting K.C. II.
Il 29 giugno ha firmato un contratto con la prima squadra ed il giorno successivo ha debuttato in MLS nella partita persa 2-0 contro lo Sporting K.C..

### Nazionale
Nel novembre 2024 ha ricevuto la prima convocazione dalla nazionale liberiana, con cui ha debuttato il 19 marzo 2025 nell'incontro di qualificazione per la Coppa d'Africa 2025 perso 1-0 contro la Tunisia. Cinque giorni dopo realizza il suo primo gol nel successo per 2-1 contro São Tomé e Príncipe.

## Statistiche

### Presenze e reti nei club
Statistiche aggiornate al 19 marzo 2025.
| Stagione        | Squadra         | Campionato      | Campionato | Campionato | Coppe nazionali | Coppe nazionali | Coppe nazionali | Coppe continentali | Coppe continentali | Coppe continentali | Altre coppe | Altre coppe | Altre coppe | Totale | Totale | Totale |
| Stagione        | Squadra         | Comp            | Pres       | Reti       | Comp            | Pres            | Reti            | Comp               | Pres               | Reti               | Comp        | Pres        | Reti        | Pres   | Reti   |        |
| --------------- | --------------- | --------------- | ---------- | ---------- | --------------- | --------------- | --------------- | ------------------ | ------------------ | ------------------ | ----------- | ----------- | ----------- | ------ | ------ | ------ |
| 2022            | Houston FC      | USL2            | 9          | 2          | USCup           | 0               | 0               | -                  | -                  | -                  | -           | -           | -           | 9      | 2      |        |
| 2024            | Austin FC II    | MNP             | 24         | 4          | -               | -               | -               | -                  | -                  | -                  | -           | -           | -           | 24     | 4      |        |
| 2025            | Austin FC II    | MNP             | 1          | 1          | -               | -               | -               | -                  | -                  | -                  | -           | -           | -           | 1      | 1      |        |
| 2024            | Austin FC       | MLS             | 1          | 0          | USCup           | 1               | 0               | -                  | -                  | -                  | LC          | 0           | 0           | 2      | 0      |        |
| Totale carriera | Totale carriera | Totale carriera | 35         | 6          |                 | 1               | 0               |                    | -                  | -                  |             | 0           | 0           | 36     | 6      |        |

### Cronologia presenze e reti in nazionale
| Cronologia completa delle presenze e delle reti in nazionale ― Liberia | Cronologia completa delle presenze e delle reti in nazionale ― Liberia | Cronologia completa delle presenze e delle reti in nazionale ― Liberia | Cronologia completa delle presenze e delle reti in nazionale ― Liberia | Cronologia completa delle presenze e delle reti in nazionale ― Liberia | Cronologia completa delle presenze e delle reti in nazionale ― Liberia | Cronologia completa delle presenze e delle reti in nazionale ― Liberia | Cronologia completa delle presenze e delle reti in nazionale ― Liberia |
| Data                                                                   | Città                                                                  | In casa                                                                | Risultato                                                              | Ospiti                                                                 | Competizione                                                           | Reti                                                                   | Note                                                                   |
| ---------------------------------------------------------------------- | ---------------------------------------------------------------------- | ---------------------------------------------------------------------- | ---------------------------------------------------------------------- | ---------------------------------------------------------------------- | ---------------------------------------------------------------------- | ---------------------------------------------------------------------- | ---------------------------------------------------------------------- |
| 19-3-2025                                                              | Monrovia                                                               | Liberia                                                                | 0 – 1                                                                  | Tunisia                                                                | Qual. Mondiali 2026                                                    | -                                                                      | 71’                                                                    |
| 24-3-2025                                                              | Monrovia                                                               | Liberia                                                                | 2 – 1                                                                  | São Tomé e Príncipe                                                    | Qual. Mondiali 2026                                                    | 1                                                                      | 46’                                                                    |
| Totale                                                                 |                                                                        | Presenze                                                               | 2                                                                      |                                                                        | Reti                                                                   | 1                                                                      |                                                                        |